# Фігас Михайло Кирилович
Миха́йло Кири́лович Фі́гас (1895 , Лещавка, Добромильський повіт, Королівство Галичини та Володимирії, Австро-Угорщина  — невідомо ) — український радянський та партійний діяч. Депутат Верховної Ради УРСР 1-3-го скликань.

## Біографія
Народився 1895 року в родині селянина-наймита в селі Лещавка, тепер Перемишльський повіт, Підкарпатське воєводство, Польща. 1910 року закінчив сільську школу, почав працювати в наймах.
1914 року був мобілізований до австро-угорської армії, учасник Першої світової війни. У 1915–1917 роках перебував у полоні в Рязанській губернії. 1921 року повернувся до рідного села.
До 1939 року працював робітником на нафтових промислах в Нижньо-Устриках.
З вересня 1939 року — член промислового комітету профспілки, заступник директора Нижньо-Устрицького нафтового промислу. Був обраний депутатом Народних Зборів Західної України. 
24 березня 1940 року обраний депутатом Верховної Ради УРСР 1-го скликання по Устрико-Долинському виборчому округу № 317 Дрогобичської області.
У 1941 році працював заступником голова виконавчого комітету Лісківської районної ради депутатів трудящих Дрогобицької області.
У червні 1941 — 1944 році — перебував в евакуації у східних районах СРСР, працював на керівних господарських посадах.
З 1944 року — голова планової комісії Добромильської районної ради депутатів трудящих Дрогобицької області.
У 1945–1955 роках — голова виконавчого комітету Добромильської районної ради депутатів трудящих Дрогобицької області.
Член ВКП(б) з 1946 року.

## Нагороди
- орден «Знак Пошани» (23.01.1948)